# Condado de Jiashan
Jiashan (嘉善县; pinyin Jiāshàn Xiàn) é um condado da  província de Chequião, na China, administrada pela prefeitura com nível de cidade de Jiaxing. Jiashan tem o apelido de "Terra do Peixe e do Arroz". Localiza-se 80 a oeste de Xangai, 95 quilômetros a leste de Hangzhou e 90 quilômetros ao sul de Suzhou. A sede do condado fica na avenida Jiashan, 126, em Weitang Town.
O segundo câmpus da Universidade de Sanda, conhecido como Instituto Guangbiao, encontra-se no condado de Jiashan.

## Divisões administrativas
O condado de Jiashan consiste em 11 cidades, 11 comunidades, 16 zonas residenciais e 164 aldeias administrativas.
- Cidades: Weitang, Huimin, Ganyao, Xitang, Hongxi, Tianning, Yangmiao, Taozhuang, Dingzha, Yaozhuang e Dayun.

## Educação
- Escola de Ensino Médio Sênior de Jiashan
- Segunda Escola de Ensino Médio Sênior de Jiashan
- Escola de Ensino Médio de Jiashan

## Pessoas notáveis
- Wu Zhen, pintor da Dinastia Yuan
- Qian Nengxun, primeiro-ministro de Taiwan
- Sun Daolin, famoso ator chinês
- Huang Ju, político chinês